# 34-й скорый
«34-й скорый» — советский остросюжетный фильм-катастрофа 1981 года режиссёра Андрея Малюкова. Фильм был поставлен в русле установки на зрелищность, взятой «Мосфильмом» и многими другими киностудиями на рубеже 1970—1980-х годов с целью «догнать» голливудские жанровые блокбастеры.
В основу фильма легли реальные события. 27 февраля 1977 года около 22:30 в одном из вагонов скорого поезда «Юность», следовавшего из Москвы в Ленинград, произошёл пожар (очаг возгорания был в вагонном буфете и, предположительно, причиной возгорания стали небрежные действия при курении одной из официанток), и огонь быстро охватил весь вагон. Поскольку двери вагона были закрыты, то возвращавшиеся из отпуска курсанты Ленинградского высшего пожарно-технического училища МВД СССР (которые ехали в этом вагоне) разбили окна вагонов и через них производили эвакуацию пассажиров. Во время эвакуации трое курсантов — Михаил Борисович Жуков, Виктор Алексеевич Иванов и Юрий Борисович Малышев — погибли (кроме них погибли ещё 14 человек, включая вышеупомянутую официантку). В дальнейшем они Указом Президиума Верховного Совета РСФСР от 28 июля 1977 года были награждены медалями «За отвагу на пожаре» посмертно.

## Сюжет
Скорый поезд № 34 Москва — Элекмонар отправился точно по расписанию. Молодая проводница Серафима берёт к себе в вагон троих безбилетников. Во время ревизии этот факт вскрывается, проводница получает строгий выговор от начальника поезда и безбилетники должны быть высажены, но один из них влюбляется в проводницу и сходит с поезда на узловой станции Шмаковка, насильно вытащив её с собой. В купе он оставляет непогашенный окурок сигареты и недопитый стакан спирта, из-за которых в вагоне № 8 начинается пожар.
Машинисты взявшего поезд от Шмаковки тепловоза незадолго до обнаружения пожара обсуждают тот сложный подъём, по которому их поезд движется в данный момент. После остановки поезда железнодорожники производят эвакуацию людей, которая проходит благополучно. Горящий вагон удалён на безопасное расстояние от остальных, вызваны пожарные. Чтобы не мёрзнуть, пассажиры возвращаются на свои места и в вагон-ресторан. Но во время эвакуации один из пассажиров, ищущий свою жену, ссорится с другим пассажиром-спекулянтом и пинает его чемодан с деньгами прямо под колёса горящего вагона. Тот, зная устройство последнего, снимает вагон с тормозного башмака, чтобы спасти деньги. В результате весь объятый пламенем вагон № 8 катится и толкает оставшиеся хвостовые вагоны с пассажирами, включая багажный вагон, в котором везут цирковых лошадей. Стояночные тормоза малоэффективны, вагонный сцеп понемногу набирает ход под уклон, люди на ходу выпрыгивают из вагонов, которые по очереди тоже загораются. В итоге все цирковые лошади сбежали восвояси, а для пассажиров подогнали автобусы и кареты скорой помощи.
Железнодорожники всеми силами пытаются предотвратить катастрофу...

## В ролях
| Актёр               | Роль                                                            |
| ------------------- | --------------------------------------------------------------- |
| Олег Голубицкий     | Семён Игнатьевич, начальник поезда                              |
| Лев Дуров           | Михаил (клоун Мультя)                                           |
| Валентина Клягина   | Зина, проводница                                                |
| Елена Майорова      | проводница Серафима Стешкова (Сима)                             |
| Альгимантас Масюлис | Борис (озвучивает Феликс Яворский)                              |
| Даниил Нетребин     | Егорыч, машинист поезда                                         |
| Светлана Орлова     | пассажирка 8-го вагона, стюардесса                              |
| Ирина Печерникова   | Лёля, пассажирка-«заяц»                                         |
| Александр Пятков    | Сашка, работник вагона-ресторана                                |
| Валерий Рыжаков     | пассажир-«заяц»                                                 |
| Александр Рыщенков  | Юра, курсант-молодожён                                          |
| Владимир Сирота     | второй помощник машиниста                                       |
| Леонид Трутнев      | помощник машиниста                                              |
| Александр Фатюшин   | Александр Муханов, пассажир-«заяц»                              |
| Петерис Гаудиньш    | Пётр, курсант пожарного училища (озвучивает Леонид Белозорович) |
| Марина Шиманская    | Рая, невеста курсанта Юрия                                      |

## Съёмочная группа
- Автор сценария: Всеволод Иванов при участии Андрея Малюкова
- Режиссёр-постановщик: Андрей Малюков
- Оператор-постановщик: Юрий Гантман
- Художник-постановщик: Татьяна Лапшина
- Композитор: Марк Минков
- Исполнитель песни: Альберт Асадуллин (в титрах не указан)

## Музыка
Марк Минков написал для фильма три песни: «Из памяти уходят имена» (стихи Оксаны Лукьяновой), «Когда-нибудь» (стихи Андрея Макаревича) и «А знаешь, всё ещё будет» (стихи Вероники Тушновой). По свидетельству Макаревича, он сначала отказался от предложения Минкова написать стихи на готовую музыку, поскольку никогда таким образом не творил, но Минков взял его на спортивный интерес: «Неужели ты не хочешь проверить свои поэтические способности таким непривычным для себя способом?».
В фильм, однако, в виде песни вошла только «Из памяти уходят имена» в исполнении Альберта Асадуллина. Композиция «Когда-нибудь» появилась в фильме в инструментальном варианте, она сопровождает финальную сцену. Песня «А знаешь, всё ещё будет» чем-то не понравилась руководству «Мосфильма» и даже не была записана.
Все три песни вышли в законченном виде лишь в 1983 году на диске «Марк Минков. Парад планет» (C60 19281 005). «Из памяти уходят имена» — в исполнении Яака Йоалы. По сравнению с фильмом, он спел все три куплета (в фильм вошли только два) и с изменением нескольких слов. «Когда-нибудь» — в исполнении Валерия Леонтьева. Впоследствии песня исполнялась также ансамблем «Синяя птица» и самим Андреем Макаревичем. Песня «А знаешь, всё ещё будет» была записана на пластинке в исполнении Аллы Пугачёвой (на «Голубом огоньке» к 8 марта и на фестивале «Песня-83» она исполнила песню дуэтом со своей дочерью Кристиной Орбакайте), в котором и стала широко известной.

## Производство
Когда «34-й скорый» снимали, я и ещё два актёра чуть не сгорели в вагоне. Перед съёмками его покрасили, хотели, чтобы было «покрасивше»… А краска как полыхнула! И нам — ни туда, ни сюда! А оба тамбура намазаны резиновым клеем. Они вспыхнули! И мы стали сгорать. Я смотрю на Голубицкого, а у него фуражка дымится! Стали бить стекло — оно не разбивается. И тогда подумалось: «Всё, нам хана!» Я ногами выбил стекло, мы вылезли… Через несколько секунд от вагона ничего не осталось!— Лев Дуров о фильме

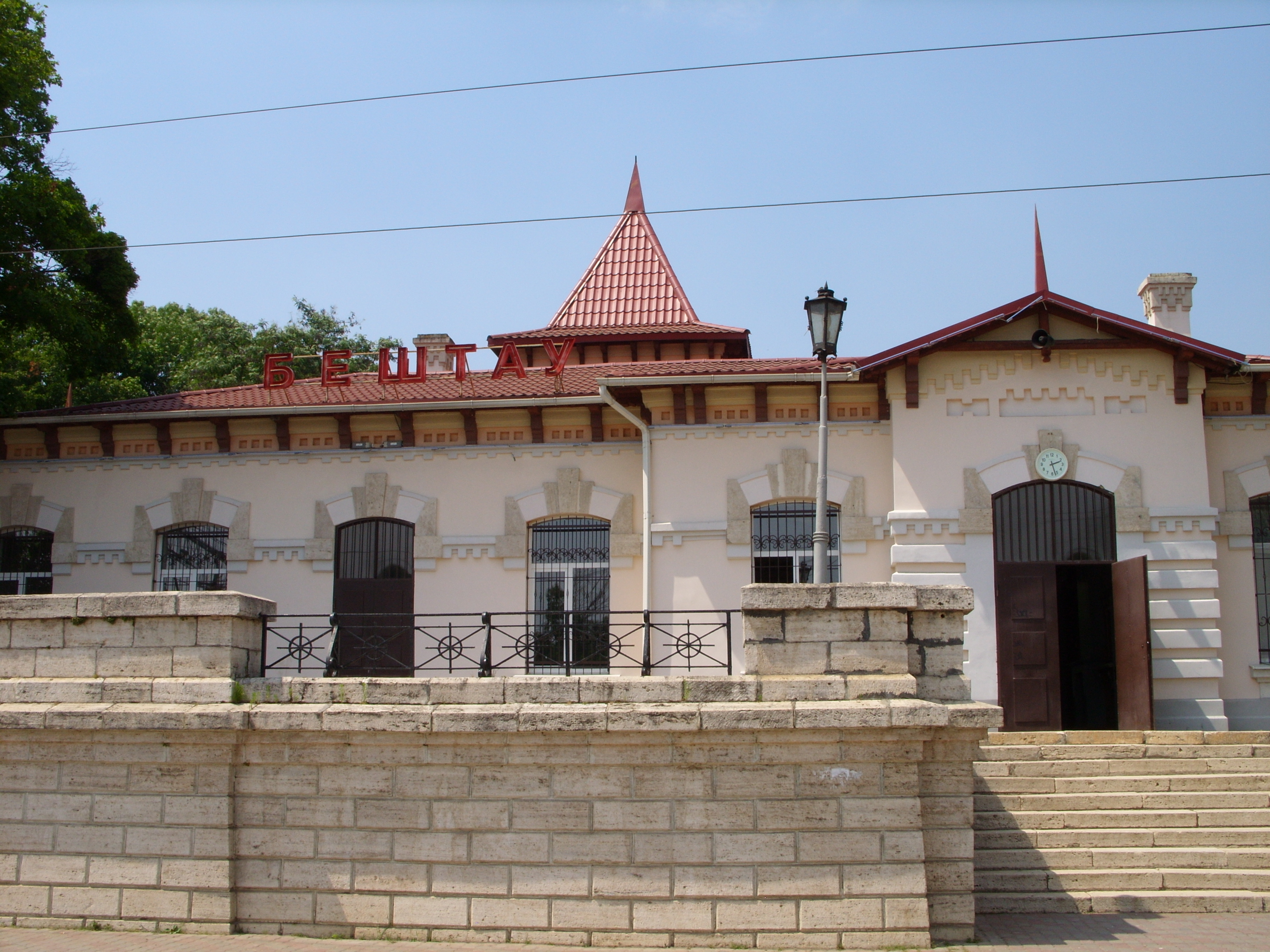
Вокзал станции Бештау

Кадр из фильма

Маршрут скорого поезда № 34 Москва — Элекмонар был придуман специально для фильма. В реальности Элекмонар — посёлок, не имеющий железнодорожного сообщения (ближайшая к нему железнодорожная станция находится в городе Бийске), а маршрут 34-го поезда в 1981 году был Москва — Андижан (сегодня 34-й скорый ходит по маршруту Москва — Владикавказ). Впрочем, сцена посадки пассажиров и отправления поезда снималась на Киевском вокзале, то есть как раз на таком, с которого в реальности не мог отправиться поезд с чётным номером (последующий видеоряд, сопровождающий вступительные титры, снимался на Малом кольце). Станция Шмаковка тоже существует на самом деле, но не является узловой, относится к Дальневосточной железной дороге и расположена на Транссибе в 313 километрах к северо-северо-востоку от Владивостока (на другом конце страны от Москвы).
В качестве станции Шмаковка была снята станция Бештау, расположенная недалеко от Железноводска. Саму сцену пожара снимали на подъездном пути камнеобрабатывающего завода в Минеральных Водах рядом с горой Змейка. Выезд пожарных машин снят в Пятигорске. Два плацкартных вагона, принимавшие участие в съёмках, долгое время находились в заброшенных тупиках станции Нахабино, пока не были порезаны на металлолом.

## Критика
В журнале «Крокодил» была опубликована эпиграмма Владимира Волина на этот фильм:

Фильм катастрофами не скуден:

Пожар — вовсю. Сюжет — «убойный».

Смешались в кучу кони, люди…

И только зрители спокойны!